# Taggig rotgömma
Taggig rotgömma (Dischidia pectenoides) är en epifytisk slingerväxt i familjen oleanderväxter. Den tillhörde tidigare tulkörtsväxterna (Asclepiadaceae), men hela den familjen ingår numera i oleanderväxterna. Taggig rotgömma kommer ursprungligen från Filippinerna.